# Upd8
upd8（アップデート）は、2018年5月31日から2020年12月31日までActiv8株式会社が運営していたバーチャルYouTuber支援プロジェクト。

## 経歴
2018年
- 5月31日、プロジェクトが始動した。
- 10月8日 - 10月14日、upd8のメンバーがMCを務める特別番組「upd8 presents バズナイ!-ワンチャン BuzzらNight-」がColon :にて配信された。
- 10月12日、Tokyo XR Startupsと連携した、タレントの育成プログラムが新設・開始された。

2020年
- 12月31日、プロジェクトが終了した。

## 参加していたタレント
日付は参入日。離脱した日付が併記されていないタレントは、プロジェクトが終了した2020年12月31日まで参加していた。

### 2018年
5月31日
- 小山内めい（）
- 音無りずむ（）（2019年に契約解除）
- おめがシスターズ
- キズナアイ（2020年4月30日に契約解除、Kizuna AI株式会社へ）
- けも神男子（）（現在は契約解除）
  - 猫夜（）
  - うしくん
  - とらくん

- つのはねあかぎ（天目童心プロジェクトのプロデューサーへ）
- モスコミュール
- AyaMina Games（）（2018年12月31日に活動終了）
- YuNi（）（2020年8月に離脱、yunion.wave/トイズファクトリー運営へ）

6月29日
- 織田信姫（）（2020年4月30日に引退）
- カフェ野ゾンビ子（）（2020年3月13日に活動終了）
- 虹河ラキ（）（2020年11月に活動終了。その後2021年8月より現役復帰し、MIKUCANに移籍）

7月6日
- かしこまり
- パンディ（現在は契約解除、個人活動及びマネージャーは継続）
- デラとハドウ
- PJ.ぽてち（現在は契約解除、個人活動は継続）

7月20日
- 響木アオ（）
- 内務省エージェントプログラム佐々木（）（2019年3月まで所属）
- 春日部つくし（）
- 海月ねう（）→をとは（2019年9月まで所属、その後歌い手に転向）
- エンジンかずみ
- 天音マホ（）（2019年12月に契約解除）
- ゴルンノヴァ総統（）（2019年7月まで所属）

8月17日
- のらきゃっと
- K’WA（台湾ユニット、現在ソロ）
  - 空（KON）→KITSUNEKON
  - Hooya（現在は契約解除）

8月30日
- 有閑喫茶あにまーれ（）（2020年4月30日に契約解除、774 inc.に集約）
- ハニーストラップ（2020年4月30日に契約解除、774 inc.に集約）

- ミギナナメ／（株式会社Candeeが運営、2020年1月31日にグループ解散、所属VTuberは支援継続[16]）
  - 塩天使リエル（）（現在は契約解除、個人活動は継続）
  - 戸越ぷらむ（）（2020年5月31日に脱退[17]）
  - 由宇霧（）
  - きらめる（現在は契約解除）
    - きら
    - める

  - チェリ高帰宅部（）
    - 最上レン（）（2020年9月12日に卒業[18]）
    - 南陽結城（）（2020年8月22日に卒業[19]）
    - 花笠イリヤ（）
    - 錦山夢鷹（）
    - 高砂緑也（）（2019年8月6日に卒業[20]）

  - バブみ看板娘リシア・キララ（）（2018年9月より参加、現在は契約解除）
  - 博多姫ディアナ（）（2018年9月より参加、現在は契約解除、個人活動は継続）
  - 阿藤ももか（）（2018年9月より参加、2020年4月にVTuber活動終了、Twitterは継続）
  - イア（2018年8月より参加、2019年5月31日に卒業）
  - シェアハウス「花園ハイツ」（）（2018年12月より参加、2019年5月31日に全員が卒業）
    - 凛叶サク（）
    - 若桜チル（）
    - 朝家エリ（）

  - 御神酒ミキ（）（2019年2月より参加、同年5月31日に卒業）

- 歌衣メイカ（）
- Icotsu（）
- Eve（）
- バーチャルねこ
- 懲役太郎（）

- ヤミクモケリン
- MonsterZ MATE（）
  - アンジョー
  - コーサカ

- ふくやマスター
- 小山内いちか（）
- ウタゴエ放送部プロジェクト（）
  - 音羽ララ（）
  - 春歌みこと（）（2019年4月より参加[25]）
  - 三拍ユッコ（）（2019年7月より参加[26]）

### 2019年
2月14日
- AZKi（）（ホロライブプロダクションにも所属）
- 夜乃ネオン（）

5月31日
- キミノミヤ
- ココツキ（2020年10月に『ねプロ』発足）
  - 鈴代ここね（）
  - 鈴代つきね（）（2020年9月30日に卒業）
  - 響かさね（）（2019年10月より参加）

- 渋谷ハル（）
- ノラネコP

- アルカナ（Activ8株式会社とウェルプレイド株式会社の共同プロデュース）

- 天目童心プロジェクト（）
  - トリトイ
  - 花牟礼ちなき（）
  - ソラエ
  - つのはねあかぎ（プロデューサー）

- 魔王マグロナ（）
- 兎鞠まり（）

- 桜月花音（）

## upd8 music
upd8 musicは、upd8のレコードレーベル。キズナアイ、おめがシスターズなどによるオリジナル楽曲をリリースしている。
| アーティスト | タイトル    | 発売日        |
| ------------ | ----------- | ------------- |
| 花牟礼ちなき | lived:>word | 2019年8月13日 |